# Santísimo Nombre de Jesús

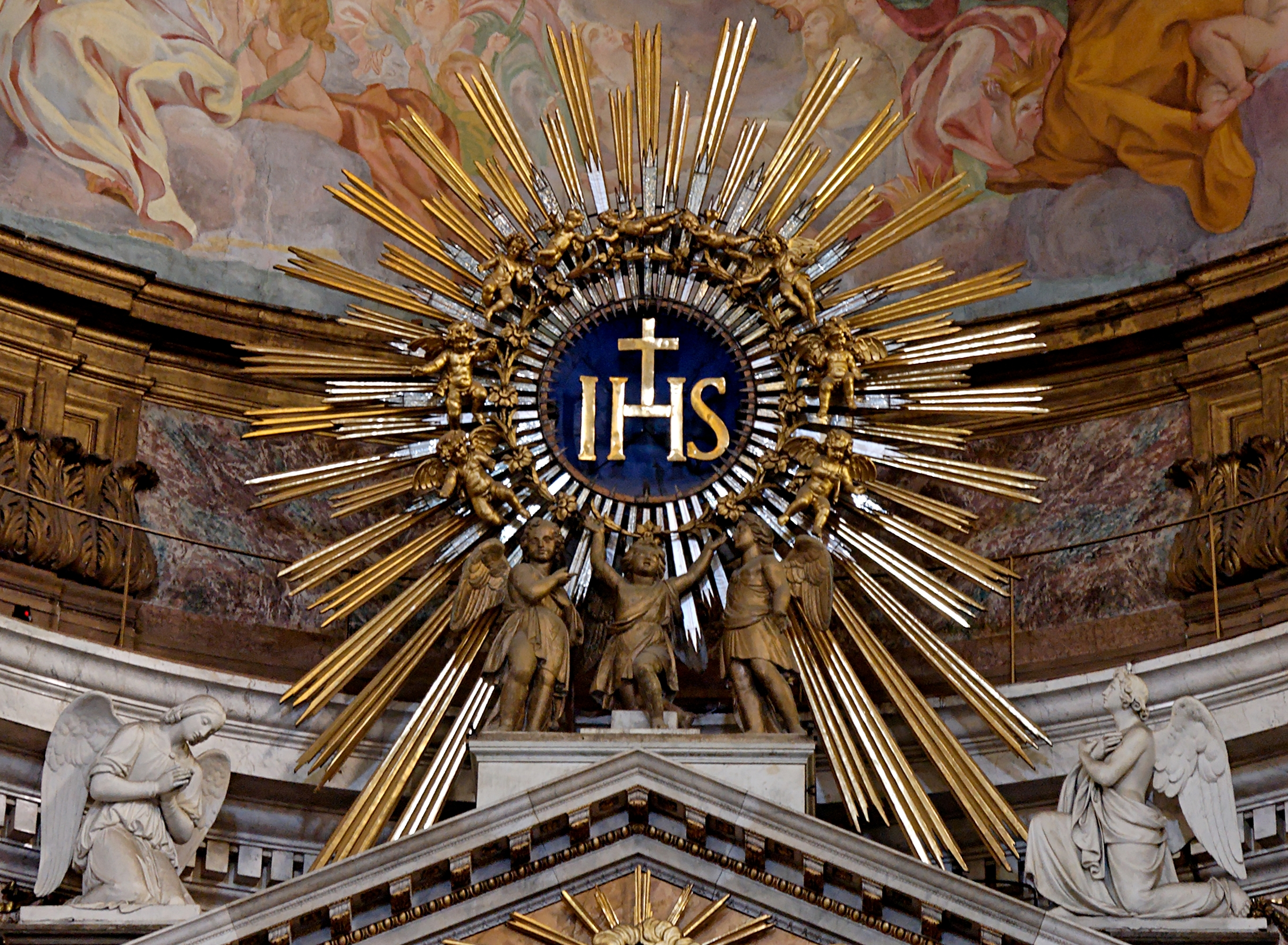
Monograma IHS, con ángeles arrodillados, encima del altar mayor, Iglesia del Gesús, Roma.

La veneración del Santísimo Nombre de Jesús comenzó de facto en los primeros tiempos de la Iglesia, como muestran los cristograma que decoran el  arte cristiano primitivo. En el catolicismo, la veneración al Santísimo Nombre de Jesús (en italiano: Santissimo Nome di Gesù) es una devoción que se desarrolló como un tipo de devoción independiente en la Edad Moderna, en paralelo a la del Sagrado Corazón. La Letanía del Santo Nombre es una oración católica de rito romano, probablemente del siglo XV (Bernardino de Siena y Juan de Capistrano). La Fiesta del Santísimo Nombre de Jesús fue introducida en 1530.
La veneración del Nomina sacra en forma de variantes del cristograma tiene una tradición que se remonta al cristianismo primitivo.
Existen prácticas de devoción relacionadas en el cristianismo oriental (c.f. oración de Jesús). El día de la fiesta se celebra bien como la Fiesta del Santísimo Nombre de Jesús o como la de la Circuncisión de Jesús, en diversas iglesias cristianas.

## Antecedentes bíblicos

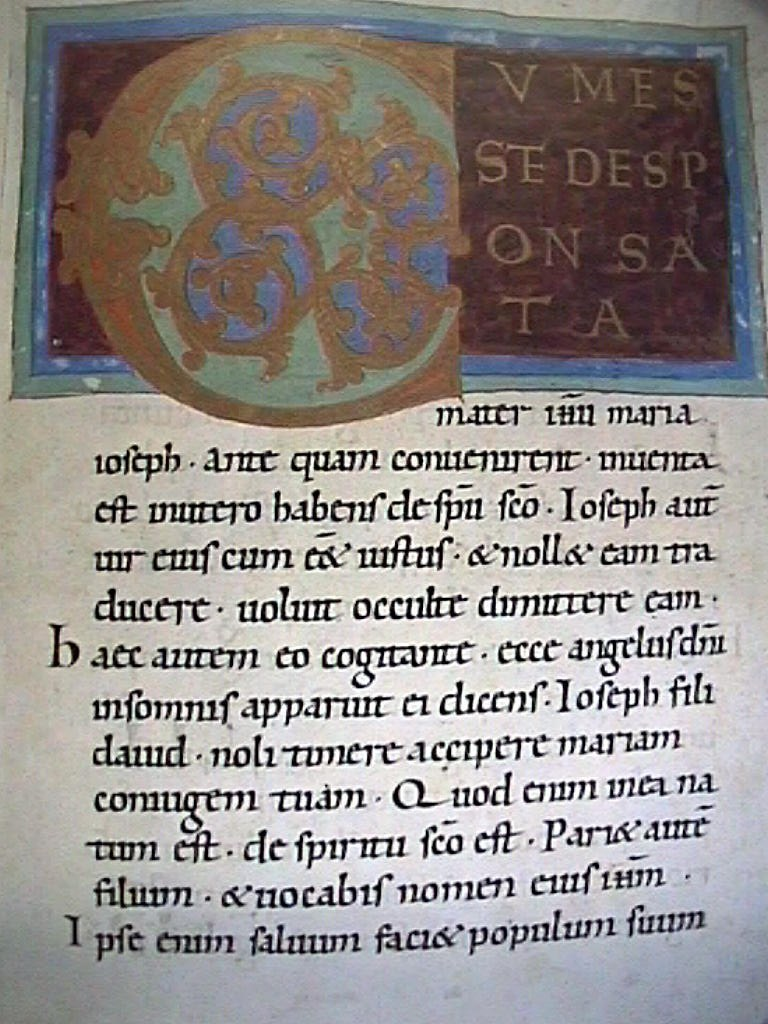
Un Evangelio de Mateo del (1:18-21), con Mateo 1:21 que indica a) Jesús como el salvador

Durante siglos, los cristianos han invocado el Santo Nombre, y han creído que hay un poder intrínseco en el nombre de Jesús.
En Lucas 1:31, el ángel Gabriel le dice a María "He aquí que concebirás en tu seno y darás a luz un hijo, y le pondrás por nombre Jesús."
En Mateo 1:21 durante el Primer sueño de José el ángel instruye a José: "le pondrás por nombre Jesús, porque él salvará a su pueblo de sus pecados". Es el único lugar del Nuevo Testamento donde "salva a su pueblo" aparece con "pecados". La importancia queda subrayada por el hecho de que Mateo presta más atención al nombre del niño y a sus implicaciones teológicas que al propio acontecimiento del nacimiento. Mateo 1:21 proporciona los inicios de la cristología del nombre Jesús. A la vez logra los dos objetivos de afirmar a Jesús como el salvador y de enfatizar que el nombre no fue seleccionado al azar, sino que se basó en un mandato celestial.
A continuación, Mateo menciona específicamente la profecía de Isaías 7:14: "Todo esto sucedió para que se cumpliera lo que el Señor había dicho por medio del profeta: 'He aquí que la virgen quedará encinta y dará a luz un hijo, y le pondrán por nombre Emmanuel', que significa 'Dios está con nosotros'" El nombre  Emmanuel aparece en Mateo 1:23, cuando el evangelista conecta específicamente a Jesús con la profecía del Antiguo Testamento. El nombre Emmanuel no aparece en ningún otro lugar del Nuevo Testamento, pero en el contexto de Mateo 28:20 ("Yo estoy con vosotros todos los días, hasta el fin del mundo") indica que Jesús estará con los fieles hasta el fin de los tiempos.<ref=Kingsbury17 />
La reverencia al nombre de Jesús es enfatizada por San Pablo en Philippians 2:10 donde afirma: "Que en el nombre de Jesús se doble toda rodilla, de los que están en el cielo, en la tierra y debajo de la tierra". En Romans 10:13 San Pablo reitera la naturaleza salvífica del Santo Nombre al afirmar que aquellos que "invoquen el nombre del Señor" se salvarán.
El poder del nombre de Jesús utilizado en las peticiones se enfatiza en John 16:23 cuando Jesús afirma: "Si pedís algo al Padre en mi nombre os lo dará". Así, muchas oraciones cristianas concluyen con las palabras: "Por Nuestro Señor Jesucristo". Varios episodios del Nuevo Testamento se refieren al poder de la invocación del Santo Nombre. En Mark 9:38-39 los demonios son expulsados por el poder del nombre de Jesús, en Acts 2:38 se producen bautismos y en Hechos 3:6, Hechos 4:7-11 y Hechos 9:34 se realizan milagros. Muchos cristianos creen que como en Hechos 16:18 la invocación del nombre de Jesús proporciona protección repeliendo el mal.

## Historia temprana de la veneración

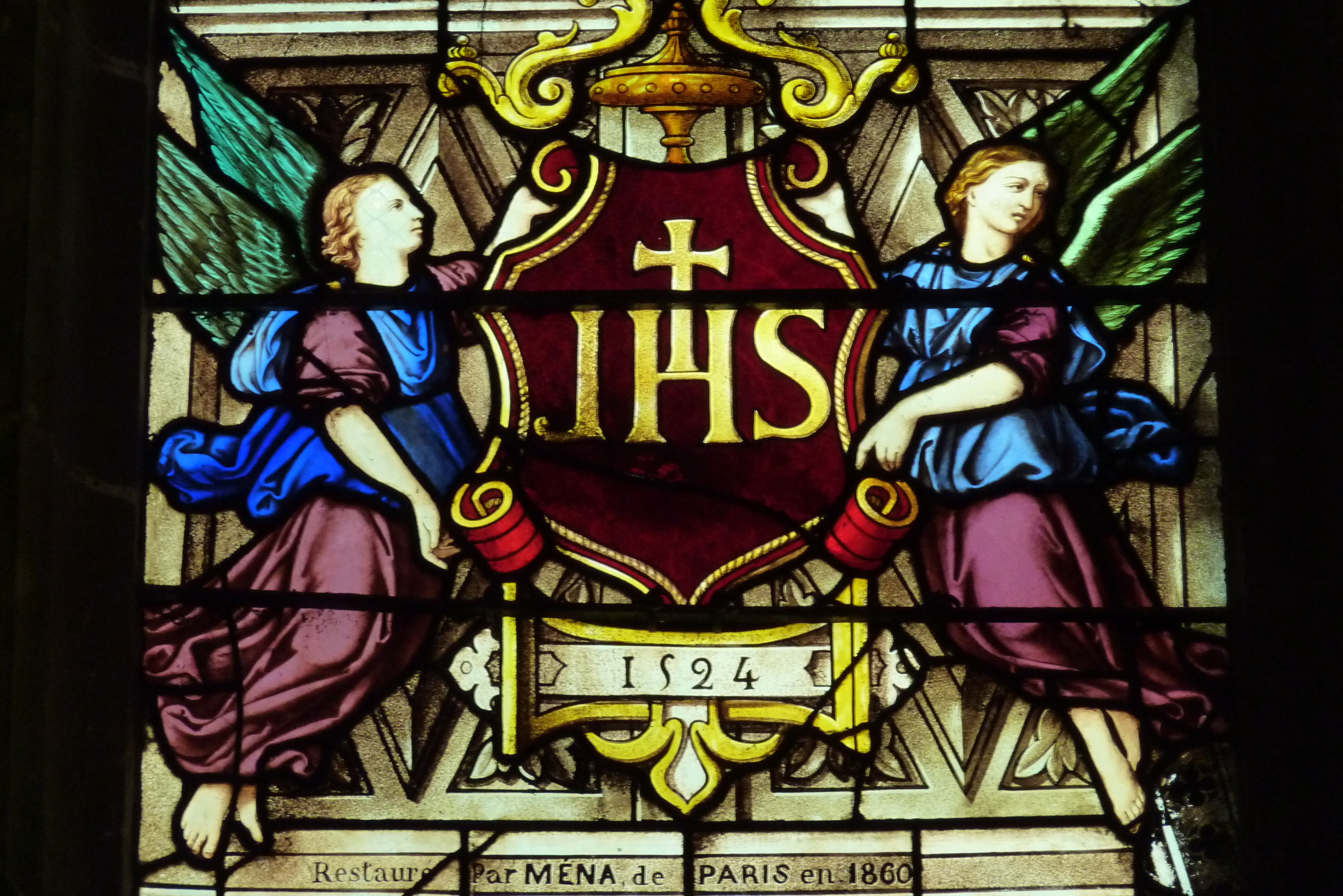
Monograma IHS, Montmorency, Francia.

La reverencia con la que los cristianos han considerado el Santo Nombre de Jesús se remonta a los primeros días del cristianismo, como se muestra en Acts 4:10 y Philippians 2:10..
La devoción y veneración del monograma IHS, derivado de la palabra griega para Jesús, ΙΗΣΟΥΣ (y a veces erróneamente interpretado como Iesus Hominum Salvator, Jesús salvador de la humanidad), también se remonta a los primeros tiempos del cristianismo, donde se colocaba en altares y ornamentos religiosos, adornos y otros objetos. El monograma IHS se encuentra también en una moneda de oro del siglo VIII.
Las devociones medievales al Santo Nombre en Inglaterra fueron promovidas por Anselmo de Canterbury a principios del siglo XII. En la Europa continental, poco después de Anselmo, la veneración del Santo Nombre fue fuertemente fomentada por Bernardo de Claraval. Los escritos de Bernardo, como el Sermón de los cánticos, influyeron más tarde en otros como Richard Rolle, que expresaron opiniones similares, por ejemplo, la de que el Santo Nombre actuaba como un "ungüento curativo" para el alma. Rolle creía que el nombre de Jesús tenía un poder intrínseco, de una manera que recordaba a la reverencia del nombre de Jehová del Antiguo Testamento.<ref=Mursell /> En su opinión, el acto de invocar el Santo Nombre purifica el alma y equivale a una reconstrucción del yo como contemplativo.

Si piensas en el nombre de Jesús continuamente y lo mantienes estable, purga tu pecado y enciende tu corazón.
Richard Rolle, siglo XIV

También compuso varias letras sobre el Santo Nombre.
El reconocimiento oficial del Santo Nombre fue proporcionado por el Papa Gregorio X en el Consejo de Lyon en 1274. En el siglo XIV, Henry Suso promovió las devociones al Nombre de Jesús en Alemania.

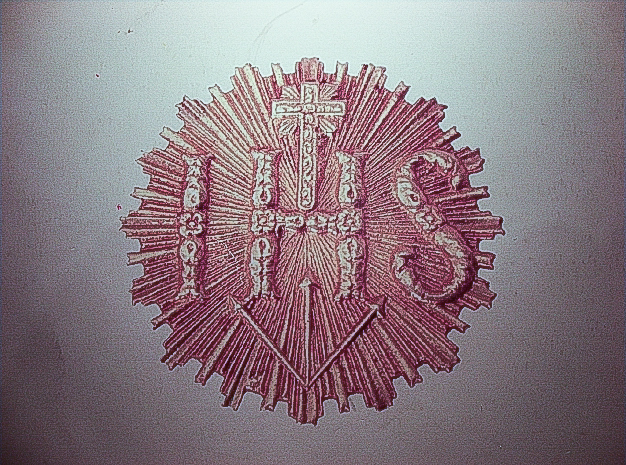
El logo jesuita tiene tres clavos, que simbolizan la Crucifixión, debajo del monograma IHS con una cruz.

Margarita Ebner, una monja dominica alemana del siglo XIV era especialmente devota del Santo Nombre. Lo repetía sin cesar durante horas y escribía sobre su poder.
La tradición de devoción y reverencia al Santo Nombre continuó durante el siglo XV, ya que la creencia en sus poderes milagrosos se generalizó. La obra clásica de Walter Hilton Escala de perfección incluía un largo pasaje sobre el Santo Nombre. En este periodo las creencias populares sobre el poder del Nombre de Jesús coincidían a veces con la creencia en el poder del Santo Nombre de María. La creencia en el poder del Santo nombre tenía un fuerte componente visual y el monograma IHS así como las escenas de la Crucifixión eran ampliamente /utilizadas junto a él.
En el siglo XVI, los jesuitas hicieron del monograma IHS el emblema de su sociedad, añadiendo una cruz sobre la H y mostrando tres clavos debajo de ella. Construida en Roma en 1568 la Iglesia del Gesù, formalmente llamada Chiesa del Santissimo Nome di Gesù all'Argentina, es decir, la "Iglesia del Santísimo Nombre de Jesús en la Argentina es la Iglesia Madre de la orden.
Desde la Edad Media se han formado varias comunidades religiosas dedicadas al Santo Nombre de Jesús.

## Devoción católica
.

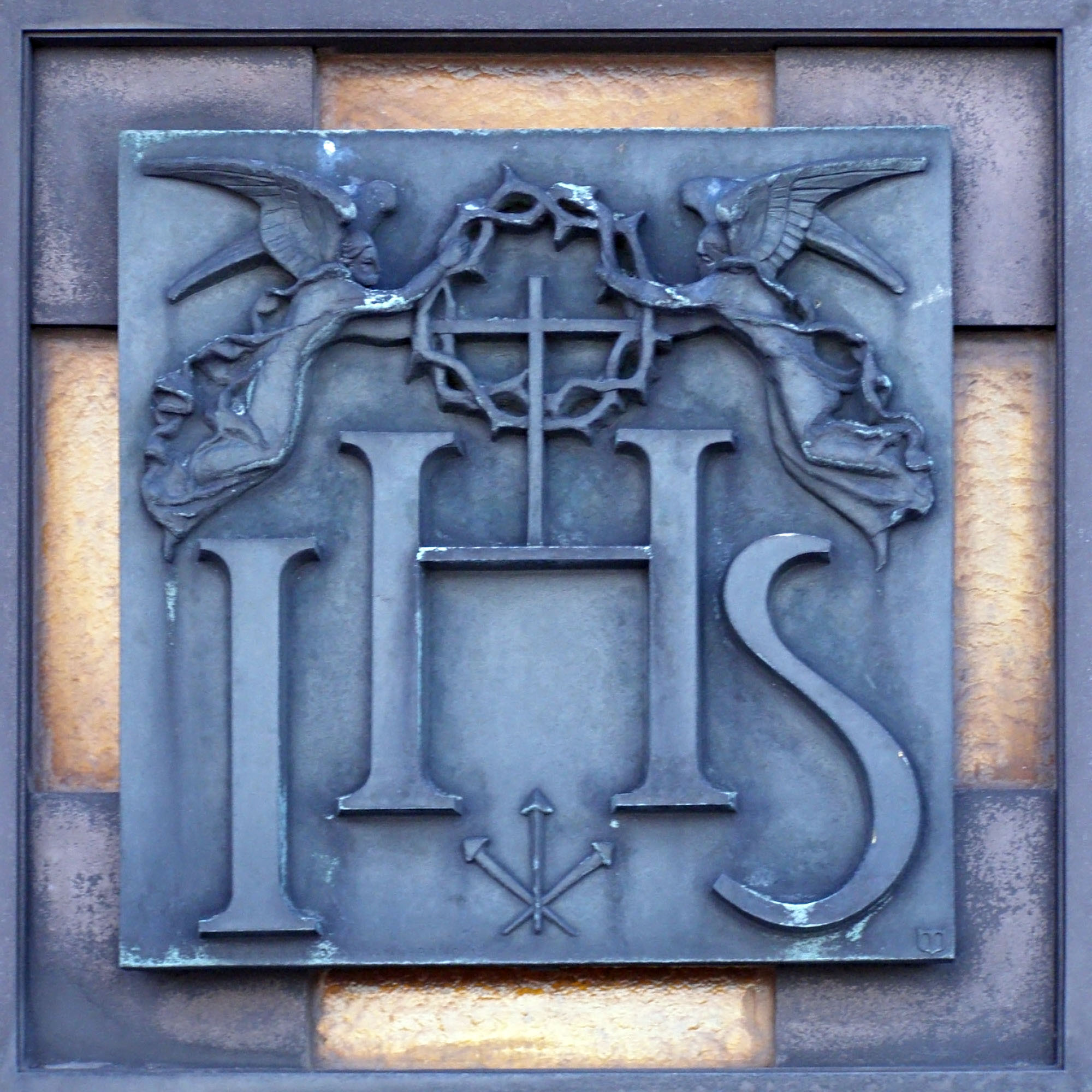
IHS con ángeles y una Corona de espinas, en Hostýn, República Checa

En el siglo XV, el franciscano Bernardino de Siena promovió activamente la devoción al Santo Nombre. Al final de sus sermones solía mostrar el trigrama IHS en una tablilla con letras doradas. Bernardino pedía entonces a los asistentes que "adoraran al Redentor de la humanidad". Dado que esta práctica tenía un aire poco ortodoxo, fue llevado ante el Papa Martín V, quien en lugar de reprender a Bernardino, alentó la práctica y se unió a una procesión para ello en Roma. La devoción al Santo Nombre se hizo tan popular en Italia que el trigrama IHS se inscribía a menudo sobre las puertas de las casas. La tabla utilizada por Bernardino se venera actualmente en la Basílica de Santa María en Aracoeli en Roma.
La Letanía del Santo Nombre es una antigua y popular forma de oración en honor al Nombre de Jesús. No se conoce su autor. Aunque probablemente se remonta a principios del siglo XV como devoción privada, no fue aprobada formalmente para su recitación pública hasta 1862, cuando fue aprobada por el Papa Pío IX. También es común el Novena en Honor al Nombre de Jesús y the chaplet of our Lord que forman parte de las numerosas devociones al Santo Nombre de Jesús promulgadas por la Society of the Holy Name.
Los católicos utilizan artículos religiosos como el Sachet (asociado al Santo Nombre). El Pequeño Sachet lleva la frase: "Cuando se nombró a Jesús - se desarmó a Satanás".

## Protestantismo
Juan Calvino creía en la reverencia al Santo Nombre y animaba a los cristianos a: "glorificar su santo nombre con toda nuestra vida". Martín Lutero alentaba "la fe pura y la confianza, y una alegre meditación e invocación de su santo Nombre".
O nomen Jesu de Peter Philips (1612) y Johann Rosenmüller (1648) son motetes destinados al servicio que conmemora la nombre de Jesús.
O Jesu, nomen dulce es un motete de Heinrich Schütz.

## Cristianismo oriental
La oración de Jesús, que quizás data del siglo IV, es muy utilizada en la Iglesia Oriental. En los últimos años, también se ha convertido en una devoción popular entre los católicos y los miembros de otras iglesias cristianas.
Las devociones al Santo Nombre continuaron también en la Iglesia Oriental en los siglos XIX y XX. San Teófanes el Recluso consideraba que la Oración de Jesús era más fuerte que todas las demás oraciones en virtud del poder del Santo Nombre, y san Juan de Kronstadt afirmó: "El Nombre del Señor es el Señor mismo".
La doctrina de la imiaslavie (имяславие, u onomatodoxia), la adoración del Nombre de Dios como idéntico a Dios mismo, fue condenada por la Iglesia Ortodoxa Rusa en 1913.